# 1917年间谍法
《为惩罚干预美国外交关系和国际贸易之行为，惩罚间谍，促进美国刑法实施，及其他目的所设之法律》，簡稱《間諜法》（Espionage Act），在《美国法典》中的编号为18 U.S.C § 792-799 。

## 颁布和修订
在1915年12月7日，威尔逊总统请求国会立法时这样说：
“有一些美国人——我必须承认——是生长在另一片旗帜下的，但由于我们慷慨的法律，享受着美国人的自由和机会。他们把不忠诚的毒药撒入我们国家的动脉，损毁我们政府和国家的美名，为了报复破坏我们的产业，为了外国人的阴谋瓦解我们的政治……我请你们尽快通过这样的法律，尽快挽救我们国家的荣誉和自尊，这些激进、不忠诚、无政府主义的人必须予以扫除……”
在1917年美国加入一战之后不久，1917间谍法被正式通过。它扩展了1911年国防机密法的条款，并加重了处罚的力度。它主要对信息的传递进行了限制，为了他国目的，传播虚假的信息或者泄露机密信息都被明确地判为违法，它还允许邮政总长拒绝邮寄被认为违反法律的刊物。
1918年，国会又通过了“1918反煽动法案”，该法案禁止各种不当言论，不仅不允许诋毁政府，甚至不允许挖苦美国的军服。1921年，“1918反煽动法案”被废除。
1931年，密码专家赫伯特·奥斯本·亚德利出版了一本关于情报机构破译密码的书，这本书讲述了亚德利破译包括日本在内多个密码的经历。1933年，国会通过了修订案，规定“泄露外国密码或密码传递的信息”为违法。
1950年，麦卡锡时期增加了793(e)的条款，内容和793(d)几乎一致，原先的条款规定任何把机密信息传递或尝试传递给不具有权限的人的行为为违法，新条款则被认为是把简单地持有这些信息的行为也列为违法。
1961年，废除了原有18 U.S.C § 791中关于该法适用地域的限制，原先的法律规定适用于“美国海军法庭、海事法庭和公海，以及美国本土”。

## 相关的重要事件

### 一战和第一次红色恐怖期间
1917年，电影《76年的精神》（The Spirit of ’76）编剧古德斯登被判处10年监禁。这是一部讲述美国独立战争的电影，1917年5月在芝加哥首映之后，影片就被警方禁止了，原因是这部影片丑化了英国军队的形象，而当时美军和英军刚刚结成同盟。之后由于这部电影被禁，也就再也没有流传过了。
1918年，尤金·V·德布斯案。德布斯是曾经的美国社会党领袖，曾作为美国社会党总统候选人参与1900,1904,1908,1912和1920年大选。1918年6月16日，德布斯在俄亥俄州坎顿做了一次演讲，呼吁人们反对一战征兵，反对威尔逊总统的政策。之后他被逮捕，并被判处10年监禁，1921年末，获得哈定总统的减刑。
1918年，约瑟夫·卢瑟福案。约瑟夫·卢瑟福是宾夕法尼亚守望台圣经书社的主席，“守望台”是基督教团体耶和华见证人所使用的法人之一。他和其他7名主要的负责人被捕入狱，原因是他们发行的《已完成之谜》中，呼吁人们（特别是他们的信徒）拒绝服兵役。他被判处20年监禁。不过后来最高法院使他们提前获释，之后法庭又改判他们无罪。
红色恐怖和“帕尔默搜捕”（Palmer Raids）。1917年俄国十月革命使得美国的人民也感到了恐慌，1919年美国发生了西雅图大罢工，之后又出现了无政府主义者四处邮寄炸弹的事件，甚至有一个炸弹在司法部长帕尔默家里爆炸。1919年1月到1920年2月，美国一共发生了3600多起罢工事件，鉴于此，帕尔默发动了全国范围对激进分子、无政府主义者的大搜捕，共逮捕了约16000人，并把200多名俄国人遣送出境。
1919年申克诉美国案。申克和德布斯一样，也是美国社会主义党的重要人物，他因为分发鼓励人们拒绝征兵的小册子被捕入狱。申克上诉到美国最高法院。最高法院的法官霍姆斯在他的法庭意见中做出了著名的表述：“言论自由最严格的保护也不会保护一个人在戏院中虚假地大喊失火而引起恐慌……在每一个案件中，问题在于言论是否被用于这样一种环境，属于这样一种性质，以至于造成了国会有权制止的巨大祸害的明显和当前的危险”。这是对美国宪法中言论自由的全新的阐释。

### 二战期间

#### 1944年哈策尔诉美国案
一战和红色恐怖之后，1917间谍法的使用就越来越少了，到了1944年哈策尔诉美国案，才是二战中的第一个相关案件。不过最高法院判定哈策尔的宣传行为并未明确阻碍征兵，也不是专门针对被征兵的人士，因此并不能判其违法。

#### 1945年美亚杂志事件
1945年，美国战略情报局的一位分析人员发现，美亚杂志上刊登的一片文章和他1944年写的一篇报告几乎一样，战略情报局立刻进行了调查，后来调查移交给FBI。FBI在杂志社发现了大量的政府文件，并逮捕了6名嫌疑人，不过由于找不到杂志把信息泄露给敌对力量的证据，司法部只好以“非法占有政府财产”的罪名来起诉。于此同时，由于FBI在之前调查过程中非法闯入并安装窃听器的行为被辩方律师得知，政府害怕这些行为被曝光，审判结果是6人中3人被判无罪，2人交了很少的罚款，1人的起诉被撤销。

### 苏联间谍问题
苏联间谍问题。苏联在很早之前就已经开始在美国搜集情报，但因为苏联最初并不太强大，而美国和苏联又是战争的盟友，这并未引起美国太大的重视。1945年，FBI局长胡佛给白宫的一篇报告中甚至列出了一份间谍清单，包括农业部雇员席尔瓦马斯特、财政部助理德克斯特•怀特等人，不过名单里没有一个人立刻遭到逮捕，怀特甚至升职到了国际货币基金组织。
美国公众对苏联间谍问题的转折点在于1948年钱伯斯-希斯案件。钱伯斯作为污点证人指控希斯，因为申诉其间谍行为的失效已过，检方以伪证罪的罪名控告希斯，最终他被判五年监禁。这个案件被大量报道，使公众开始重视起苏联的间谍问题了。在此之后，美国政府开始了广泛而深入的调查，司法部官员福利在一次采访中说，当时他们正在调查超过1000个此类案件。
核间谍是苏联间谍问题中引起广泛关注的另一个部分。克劳斯•福克斯是德裔核物理专家，战争时逃亡到英国，作为英国代表团的成员参与了美国的核研究，他向苏联传递了大量的科研信息。他最终主动向英国承认自己是苏联间谍。福克斯的供述牵出了洛斯阿拉莫斯实验室的机械师格林格拉斯，而格林格拉斯的供词又被用来起诉罗森堡夫妇。罗森堡夫妇1951年被判处死刑，因而成为冷战期间因间谍行为被判死刑的唯一的两位美国人，不过2001年格林格拉斯又承认他为了保护自己和妻子，加上检方怂恿，因而做了伪证，他并不知道罗森堡夫人是否参与其中。不过美国的维诺那解密计划也确实找到了朱利叶斯•罗森堡参与间谍行为的电文，而赫鲁晓夫甚至还在自己的回忆录里盛赞他们夫妇两人为苏联核事业做出的巨大贡献。然而不管罗森堡夫妇案件真相如何，总体而言，核间谍确实帮助苏联从美国获得了技术，有人认为，如果没有核间谍，苏联人至少还需多要10年才能达到美国在1947年达到的水平。

### 其他事件
1971年，五角大楼文件事件。五角大楼文件是国防部关于越战的一份报告，后被艾尔斯伯格泄露给《纽约时报》并被头条刊登。由此美国公众得以得知一些原先未被报道的行动，而美国政府也被认为欺骗了公众。美国政府试图阻止媒体继续刊登相关的报道，但是在纽约时报对合众国的案件中，美国上诉法院却判定，政府“没有满足重要的要求，去证明实行这种媒体管制的合理性”。
1982年，哲赫案。1982年，东德驻墨西哥使馆通过间谍获得了一份美国的技术资料，但由于使馆中没有人可以鉴定这份资料，他们请来在大学任教的哲赫来进行鉴定，哲赫最终告诉他们这是一个过时的技术。1983年，哲赫在波士顿开会时被捕，他的律师在用“间谍法不适用于非美国公民在非美国土地上的行为”这一论点来为他辩护，不过法官认定，间谍法的适用与否只取决于间谍行为造成的损失，而非被告的国籍或所属的地方。
1985年，“间谍年”。在这一年中，美国政府逮捕了很多外国间谍，包括向苏联出售信息的安东尼·沃克、向以色列出售弧光放电充气管的凯利·史密斯、中国间谍金无怠等等。
2010年，美国陆军一等兵切尔西·曼宁（原布拉德利）根据间谍法的第134条军事统一审判法典：18 USC  §793（E） 而被起诉，成为美国历史上最严重的国家机密泄漏案，当时，评论大多担心曼宁所泄露的信息会被各界新闻机构和人士从维基解密中打印刊发或下载下来从而被传播出去。2013年7月30日，军事法庭的审判仅持续八周后，陆军上校法官丹尼斯·林德判定曼宁违反了间谍法，及其他六项违规行为。
2013年6月，爱德华·斯诺登根据该法被起诉，当时他发布了一些文件，揭露美国国家安全局的棱镜监测计划。具体来说，他被指控为“国防信息未经授权的通信”和“机密情报与未经授权的人故意传播”。